# Brugmansia × candida

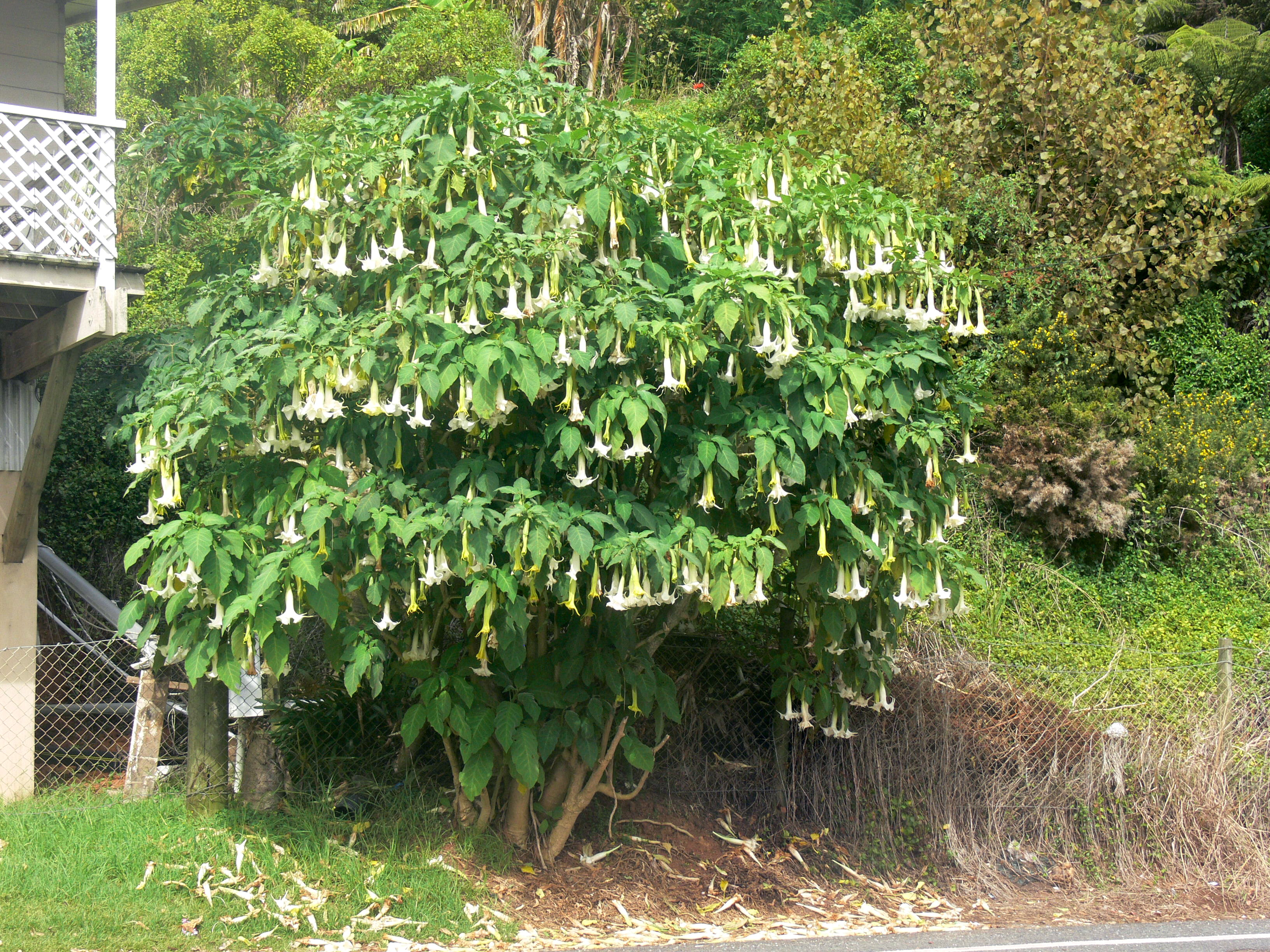
Vista da planta em flor.

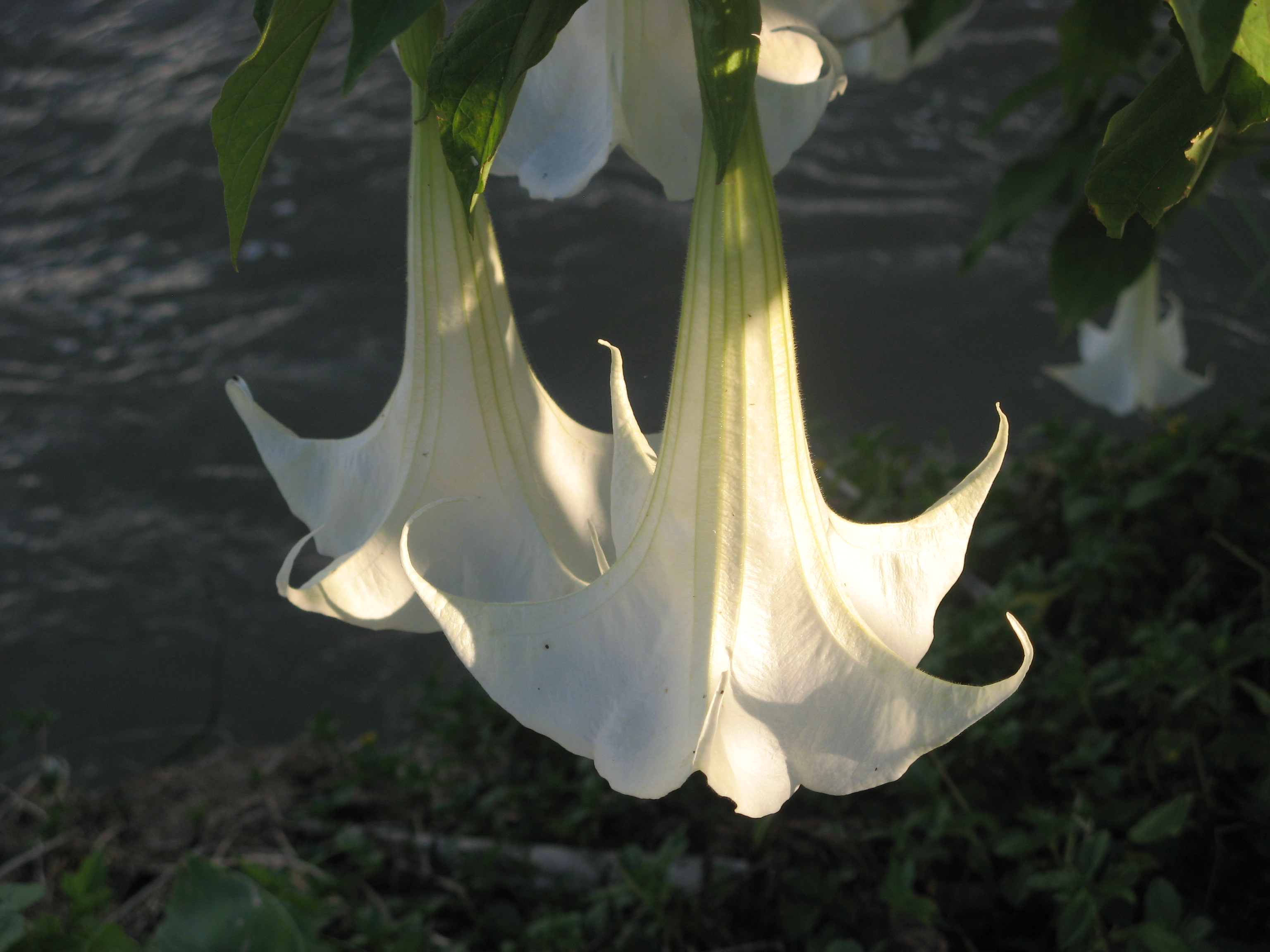
Detalhe das flores.

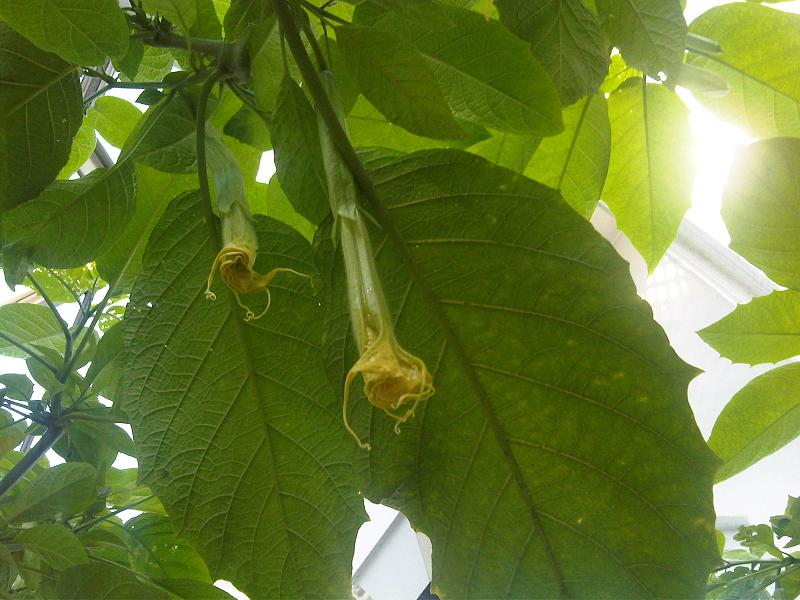
Folhas.

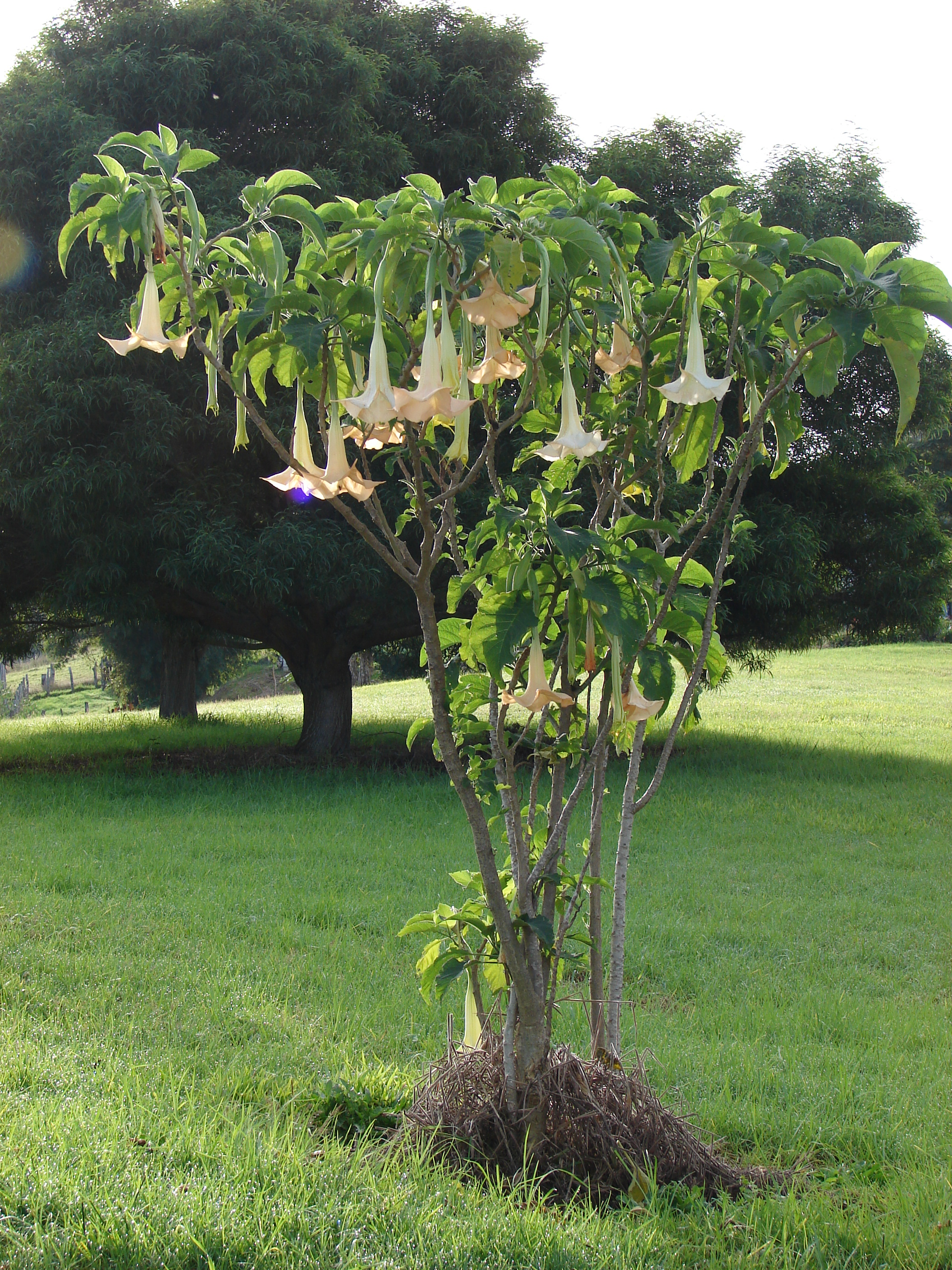
Hábito da planta.

Brugmansia × candida é uma espécie híbrida de plantas com flor do género Brugmansia da família das Solanaceae amplamente utilizada como planta medicinal na América do Sul, região correspondente à sua área de distribuição natural. Corresponde à hibridização natural de Brugmansia aurea × Brugmansia versicolor.

## Descrição
Brugmansia × candida e um arbusto ou pequena árvore que atinge cerca de 3 m de altura. As folhas são alargadas e grandes, de coloração verde pálido e ásperas ao tacto. As flores grandes e pêndulas, são brancas, podendo apresentar tons rosados, com a corola em forma de trombeta.
O híbrido é originário do Equador, Chile e Peru, preferindo climas quentes, mas tolerando climas temperados desde que não sujeito a geadas. Na sua região de distribuição natural ocorre entre entre os 200  e os 2600 metros de altitude.
Ocorre em geral como planta cultivada em hortos e jardins familiares, estando presente em terrenos de cultivo, ou associada a bosques tropicais caducifólios, subcaducifólios, subperenifólios e perenifólios, bosques espinhosos, matorral xerófilo e bosques mesófilos de montanha.

## Toxicidade
Como ocorre com o género Datura, todos os órgãos aéreos das espécies correspondentes ao género Brugmansia contêm substâncias cujo consumo pode provocar problemas na saúde humana. Os compostos presentes são alcaloides tropânicos, entre os quais a escopolamina e a hiosciamina. A sua ingestão, tanto por humanos como por outros mamíferos, pode resultar fatal, e o simple  contacto com os olhos pode produzir midríase (dilatação das pupilas) ou anisocoria (desigualdade no tamanho pupilar).

## Taxonomia
Brugmansia candida foi descrita como espécie por Christiaan Hendrik Persoon e publicada em Synopsis Plantarum 1: 216. 1805. A etimologia do nome genérico Brugmansia é uma homenagem ao botânico neerlandês Sebald Justinus Brugmans (1763–1819). O epíteto específico candida é o termo latino que significa "muito branca".
Considerada como uma espécie, apresenta uma larga sinonímia que inclui:
- Brugmansia × candida Pers.
- Brugmansia arborea (L.) Lagerh.
- Datura arborea Ruiz & Pav.
- Datura × candida (Pers.) Voigt
- Datura candida (Pers.) Saff.
- Datura candida (Pers.) Pasq.